# خافيير غارسيا سانشيز
خافيير غارسيا سانشيز (بالإسبانية: Javier García Sánchez)‏ هو صحفي إسباني، ولد في 1955 في برشلونة في إسبانيا.